# 천지명양수륙재의찬요 (서울특별시의 문화재자료 제67호)
천지명양수륙재의찬요(天地冥陽水陸齋儀纂要)는 서울특별시 강북구 수유동, 운가사에 있는, 물과 땅에서 죽은 고혼(孤魂)들을 달래기 위한 수륙재(水陸齋)의 의식절차를 요약한 의례서이다.
2016년 10월 6일 서울특별시의 문화재자료 제67호로 지정되었다.

## 지정사유
물과 땅에서 죽은 고혼(孤魂)들을 달래기 위한 수륙재(水陸齋)의 의식절차를 요약한 의례서로, 보통 『중례문(中禮文)』이라 함. 1593년(선조 26)에 전라도 담양(潭陽)의 용천사(龍泉寺)에서 간행한 목판본으로 총 54편이 수록되어 있으며, 인출 시기는 17세기로 보인다. 근자에 원래의 표지에 다시 새로운 표지를 덧대어 개장해 놓았고, 표지부터 제8장까지는 가운데 아랫부분이 손상되어 있다. 이 용천사 간행 판본은 전 국토가 일본과의 전란인 1593년 3월 상순에 완성된 판본으로, 비록 보존상태가 완전하지 못하나 임진왜란에 간행된 판본이라는 점과 용천사 본으로는 처음 공개된다는 점에서 문화재자료로 지정 함.

## 조사보고서
『천지명양수륙재의찬요(天地冥陽水陸齋纂要)』는 물과 땅에서 죽은 고혼(孤魂)들을 달래기 위한 수륙재(水陸齋)의 의식차를 요약한 의례서이다. 보통 『중례문(中禮文)』이라고 한다. 수륙재는 양(梁)나라 무제(武帝) 때인 6세기 초반부터 시작되었고, 송나라 희령연간(熙寧年間)에 동천(東川)이 『수륙문(水陸文)』 3권을 지어 보급함으로써 크게 성행하였다. 우리나라에서도 970년(고려 종 21)에 갈양사(葛陽寺)에서 개설된 이후 조선시에도 진관사(津寬寺)를 중심으로 계속되었다.
이 책은 1593년(선조 26)에 전라도 담양(潭陽)의 용천사(龍泉寺)에서 간행한 목판본으로 모두 54편이 수록되어 있다. 제1편인 설회인유편(設會因由篇)부터 엄정팔방편(嚴淨八方篇), 주향통서편(呪香通序篇), 주향공양편(呪香供養{篇), 소청사[자편](召請使[者篇]), 안위공양편 제6(安位供養篇 第六), 봉[송사자편](奉[送使者篇]), 개벽오방편(開闢五方篇), 안위공양편 제9, 소청상위편(召請上位篇), 봉영부욕편 제11(奉迎赴浴篇 第十一), 찬탄관욕편(讚歎灌浴篇), 인성귀위편(引聖歸位位篇), 헌좌안위편 제14(獻座安危篇 第十四), 찬례삼보편(讚禮三寶篇), 소청중위편(召請中位篇), 봉영부욕 제17, 가지조욕편 제18(加持澡浴篇 第十八), 출욕참성편 제19(出浴參聖篇 第十九), 천선예성편(天仙禮聖篇), 헌좌안위편 제21, 소청하위편(召請下位篇), 인예향욕편(引詣香浴篇), 가지조욕편 제24, 가지화의편(加持化衣篇), 수의복식편(授衣服飾篇), 출욕참성편 제27, 고혼예성편(孤魂禮聖篇), 수위안좌편(受位安座篇), 기성가지편(祈聖加持篇), 보신배헌편(普伸拜獻篇), 공성회향편(供聖廻向篇), 선밀가지편(宣蜜加持篇), 가지멸죄편(加持滅罪篇), 주식현절편(呪食現切篇), 고혼수향편(孤魂受饗篇), 설시인연편(說示因緣篇), 원성수은편(願聖垂恩篇), 청성수계편(請聖受戒篇), 참제업장편(懺除業障篇), 발홍서원편(發弘誓願篇), 사사귀정편(捨邪皈正 篇), 석상호지편(釋相護持篇), 득계소요편(得戒逍遙篇), 득성십도편(修成十度篇), 의십획과편(依十獲果篇), 관행게찬편(觀行偈讚篇), 회향게찬편(廻向偈讚篇), 화재수용편(化財受用篇), 경신봉송편(敬伸奉送篇), 보신회향편(普伸廻向篇)까지 모두 54편의 의식에 대해 설명해 놓았다.
본문이 끝난 다음의 “萬曆二十一年癸巳(1593)三月上旬{畢全羅道潭陽地秋[月]山龍泉寺開”과 같이 이 책은 1593년 3월에 전라도 담양의 용천사에서 간행된 판본임을 알 수 있다. 용천사는 임진왜란 이에 간행한 불서 중에서 현전하는 것만도 근 20종이나 되는 것으로 보아, 불서의 간행이 활발했던 사찰이었던 것으로 판단된다. 인출 시기는 17세기로 보인다.
임진왜란 이전에 간행된 『천지명양수륙재의찬요』중에서 1529년 충청도 홍산의 무량사 판본과 용천사 판본은 행자수가 8행14자 형식인데 비해 나머지는 모두 7행17자이다. 그런 점에서 볼 때 용천사 판본은 인근의 무량사 판본의 계통본으로 볼 수 있다. 앞표지 내면에는 “人生如幻又如夢, 樂日終時苦日長, 若也心頭無正慧, 死將何物答冥王”(『청허집』 권3의 「계쌍인소사(誡雙印小師)」, 쌓인 소사에게 훈계함), 뒤표지 내면에도 칠언시가 묵서되어 있다. 이전의 소장자가 쓴 것으로 보이는데 그가 누구인지는 알 수가 없다.
표지는 근자에 원래의 표지 위에 다시 새로운 표지를 덧대어 개장해 놓았다. 전의 앞뒤 표지에는 『중례문(中礼文)』이라는 서명이 묵서되어 있고, 이 표지부터 제8장까지는 가운데 아랫 부분의 손상이 제법 큰데 복장되어 있을 때 피해를 입은 것으로 보인다. 판심제는 『中』, 본문이 끝난 뒤에는 간행기록이 있는 장이 있는데 다행이 1-2행이 남아 있어서 이 판본의 간행사실 을 알 수 있다.
『천지명양수륙재의찬요』에서 이 판본 이전에 간행된 판본으로는 서울시 유형문화재 제258호로 지정된 15세기 합천 해인사 판본(1469년 김수온 발문)부터 1580년에 간행된 용인의 서봉사 판본까지 15종 이상이 알려져 있다. 그러나 이 용천사 간행의 판본은 전 국토가 일본과의 전란중인 1593년 3월 상순에 완성된 판본이다. 비록 보존상태가 완전하지 못하지만 임진왜란 중에 간행된 판본이라는 점과 용천사 본으로는 처음 공개된다는 점에서 가치를 찾을 수 있겠다. 그런 점에서 문화재자료로 추천할 만하다고 하겠다.

## 참고 자료
- 천지명양수륙재의찬요 - 국가유산청 국가유산포털